# Ministro de Desarrollo e Inclusión Social del Perú
El ministro de Desarrollo e Inclusión Social del Perú es el encargado oficial del ministerio homónimo (MIDIS), dentro del Consejo de Ministros del Perú. El cargo fue creado el 20 de octubre de 2011 durante el gobierno de Ollanta Humala, siendo su actual titular desde el 31 de enero de 2025 Leslie Urteaga.

## Funciones
… Es la máxima autoridad política del sector Desarrollo e Inclusión Social, ejerce las funciones de titular del pliego presupuestal y representa al Ministerio de Desarrollo e Inclusión Social encargándose de la conducción de las políticas nacionales y sectoriales de su competencia y del dictado de lineamientos y directivas en materia de desarrollo e inclusión social, en armonía con las disposiciones constitucionales y la política general de Gobierno. Ejerce la dirección y coordinación central del Sistema Nacional de Desarrollo e Inclusión Social y supervisa las actividades de las entidades públicas bajo su ámbito de competencia.